# Tell Me a Story
Tell Me a Story és una sèrie de televisió en línia estatunidenca de suspens psicològic, basada en la sèrie espanyola de televisió Cuéntame un cuento; una sèrie del 2014 emesa per la cadena Antena 3. Es va estrenar el 31 d'octubre de 2018 a la CBS All Access. La sèrie va ser creada per Kevin Williamson i és protagonitzada per James Wolk, Billy Magnussen, Dania Ramirez, Danielle Campbell, Dorian Crossmond Missick, Sam Jaeger, Davi Santos, Michael Raymond-James, Zabryna Guevara, Paul Wesley, i Kim Cattrall. El 17 de desembre de 2018, es va anunciar que la sèrie s'havia renovat per a una segona temporada, que es va estrenar el 5 de desembre de 2019.

## Sinopsi
Tell Me a Story agafa «els contes de fades més estimats del món i els reimagina: un fosc i retorçat suspens psicològic. Situada a la moderna ciutat de Nova York, s'uneixen contes dels tres porquets, La Caputxeta Vermella i Hänsel i Gretel en una història èpica i subversiva d'amor, pèrdua, cobdícia, venjança i assassinat».

## Repartiment i personatges

### Principals
- James Wolk: Jordan Evans
- Billy Magnussen: Nick Sullivan
- Dania Ramirez: Hannah Perez
- Danielle Campbell: Kayla Sherman
- Dorian Crossmond Missick: Sam Powell
- Sam Jaeger: Tim Powell
- Davi Santos: Gabe Perez
- Michael Raymond-James: Mitch Longo
- Zabryna Guevara: Renee Garcia
- Paul Wesley: Eddie Longo
- Kim Cattrall: Colleen Sherman

### Recurrents
- Rarmian Newton: Ethan Davies
- Paulina Singer: Laney Reed
- Spencer Grammer: Beth
- Luke Guldan: Billy
- Jennifer Ikeda: Rita
- Sanjit De Silva: Mark
- Dan Amboyer: Blake
- Sydney James Harcourt
- Justine Cotsonas: Carla
- Kurt Yaeger: Terry
- Claire Saunders: Vicki
- Becki Newton: Katrina
- James Martinez: Olsen

### Convidats
- David Andrews
- Polly Draper
- Monica Dogra: DJ

## Producció

### Desenvolupament
El 30 de novembre de 2017, es va anunciar que CBS All Access va ordenar que es desenvolupés una sèrie titulada Tell Me a Story per Kevin Williamson. Williamson també exerciria com a guionista i productor juntament amb Aaron Kaplan i Dana Honor. El 9 de maig de 2018, es va informar que Liz Friedlander dirigiria i seria productora executiva en els dos primers episodis. El 5 d'agost de 2018, es va anunciar durant la gira de premsa anual d'estiu de Television Critics Association que la sèrie s'estrenaria el 31 d'octubre de 2018. El 17 de desembre de 2018, es va anunciar que la sèrie havia estat renovada per a una segona temporada.

### Càsting
Al maig de 2018, es va anunciar que Billy Magnussen i Kim Cattrall havien estat triats per a papers principals de la sèrie. El juny de 2018, es va informar que Danielle Campbell, Paul Wesley, Jimmy Wolk, Dania Ramirez, i Sam Jaeger s'havien unit a l'elenc principal. Al juliol de 2018, es va anunciar que Davi Santos, Zabryna Guevara, i Dorian Missick havien estat triats en els papers principals. L'agost de 2018, es va informar que Michael Raymond-James, Kurt Yaeger, Rarmian Newton, i Paulina Singer s'havien unit al repartiment.

### Rodatge
El rodatge de la primera temporada va començar el 28 de juny de 2018 a la ciutat de Nova York.